# Tiny-housebeweging

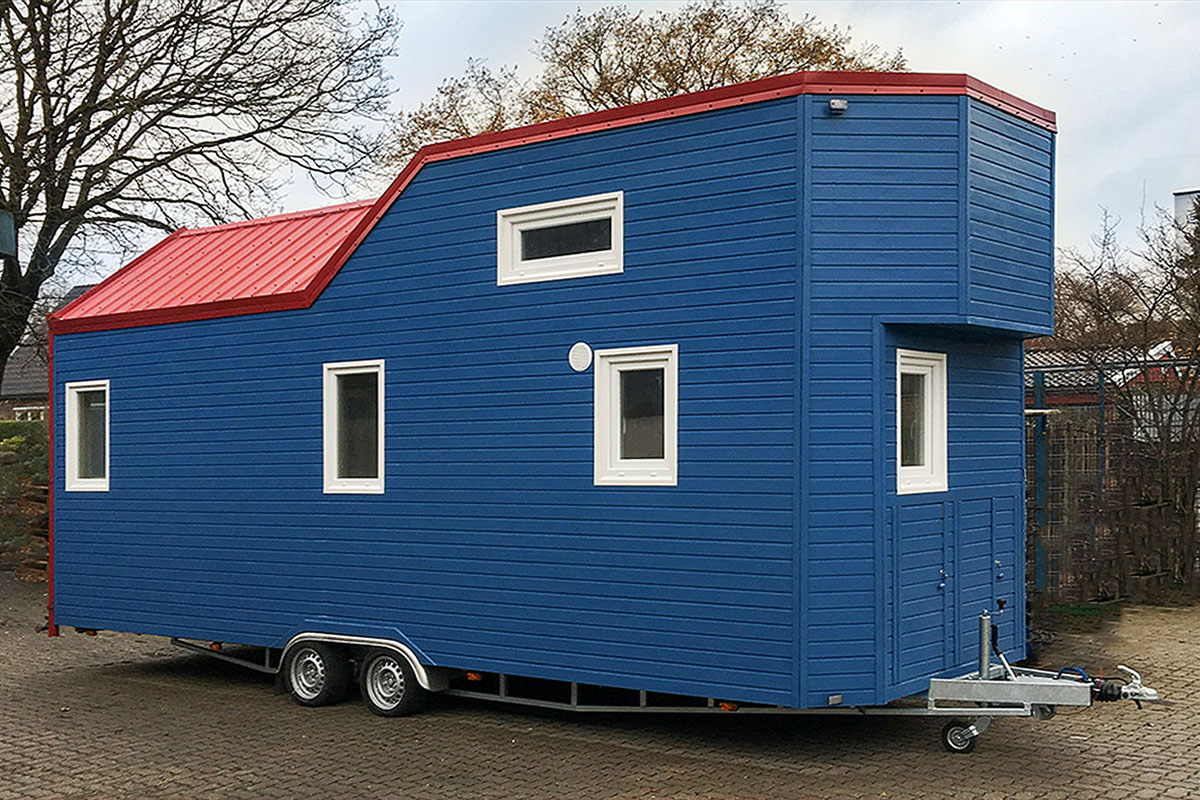
Een Duits tiny house op wielen in Schleswig-Holstein

De tiny-housebeweging (Engels:  tiny-house movement (ook small house movement genoemd; Engels voor Beweging voor (uiterst) kleine huizen) is een sociale beweging (en architecturale beweging) met oorsprong in de Verenigde Staten, die het wonen in kleine huisjes propageert. De beweging vertaalt zich ook in de architectuur, doordat meer en meer de bouw van kleine en mini-huizen wordt gepland en uitgevoerd. Daarbij bestaat er geen vaste definitie, vanaf welke grootte van woonoppervlakte een gebouw als een tiny house (micro- of mini-huis) dan wel als een small house (klein huis) wordt beschouwd. Tiny Houses worden meestal evenwel als tussen de 15 en 50 m² omschreven en small houses als tot 90 m².

## Achtergrond

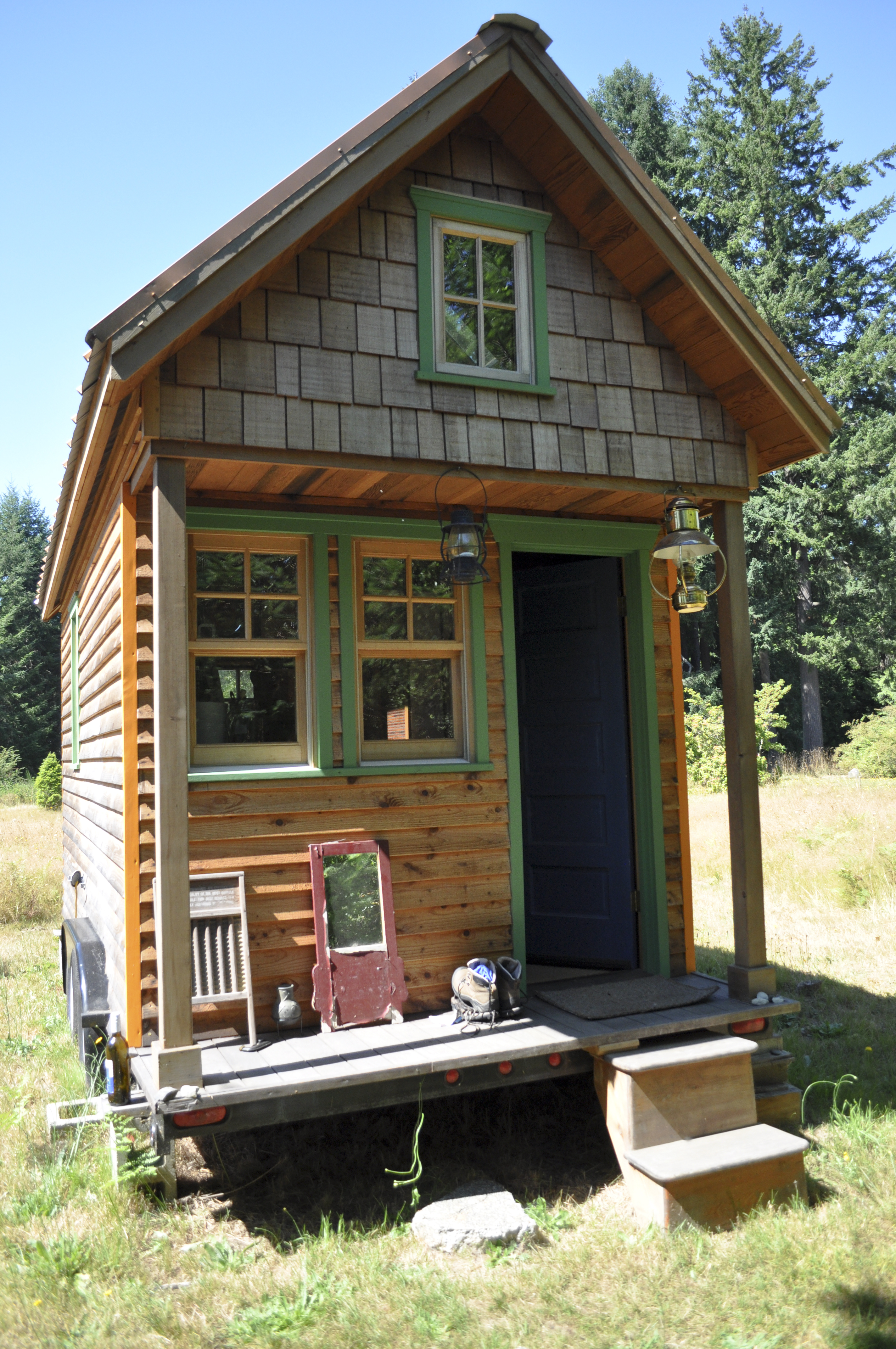
Een Amerikaans tiny house op wielen in Olympia (Washington)

Terwijl het aantal samenwonenden in veel geïndustrialiseerde landen daalde, nam de bouw van eengezinswoningen in deze landen toe. In de Verenigde Staten steeg bijvoorbeeld de gemiddelde bewoonbare oppervlakte van eengezinswoningen van 165 m² in 1978 tot 230,3 m² in 2007. De redenen hiervoor waren de toenemende welvaart, alsook de benodigde ruimte voor de gecumuleerde goederen alsmede het prestige van een grote woning. Net zoals bij auto's kan ook een eigendom als een statussymbool of als een uiting van persoonlijk succes worden gezien. Small of tiny houses brengen echter aanzienlijk lagere bouw- en vaste kosten met zich mee. Niet in het minst vanwege dit feit is de tiny-house movement sinds de kredietcrisis van 2007 weer onder hernieuwde aandacht komen te staan.
De ontwikkeling van mini-huizen beslaat een breed scala aan gebruikers en bewoners. Ze variëren van eenvoudige, door de bewoners zelfgemaakte respectievelijk omgebouwde bouwketen en (herders)woonwagens tot professioneel vervaardigde modellen van hoge kwaliteit.
De tiny-house movement wordt meestal geassocieerd met minimalisme. Terwijl de oorsprong van de club aanvankelijk voornamelijk was gericht op kostenvermindering, zijn de redenen voor de beslissing kleiner te gaan wonen in landen zoals de Verenigde Staten, maar ook in landen als Duitsland, Nederland en België, voornamelijk in de richting van een keuze voor een duurzame woon- en levensstijl geëvolueerd. Maar ook maken bevolkingsgroepen met een hoger inkomen in toenemende mate gebruik van tiny houses als gast- of weekendverblijf. Ook gebruiken steeds meer bedrijven tiny houses als een thuiskantoor of stand op een jaarbeurs. Verder zijn tiny houses vanwege het kleine formaat makkelijk te verplaatsen, zodat men er ook een trektocht mee kan maken. Hiervoor zitten vaak wielen onder een tiny house en een hefboom waarmee het tiny house aan de trekhaak van een flinke auto of pick-uptruck kan worden bevestigd. Op deze manier kan het tiny house overal mee naartoe genomen worden.

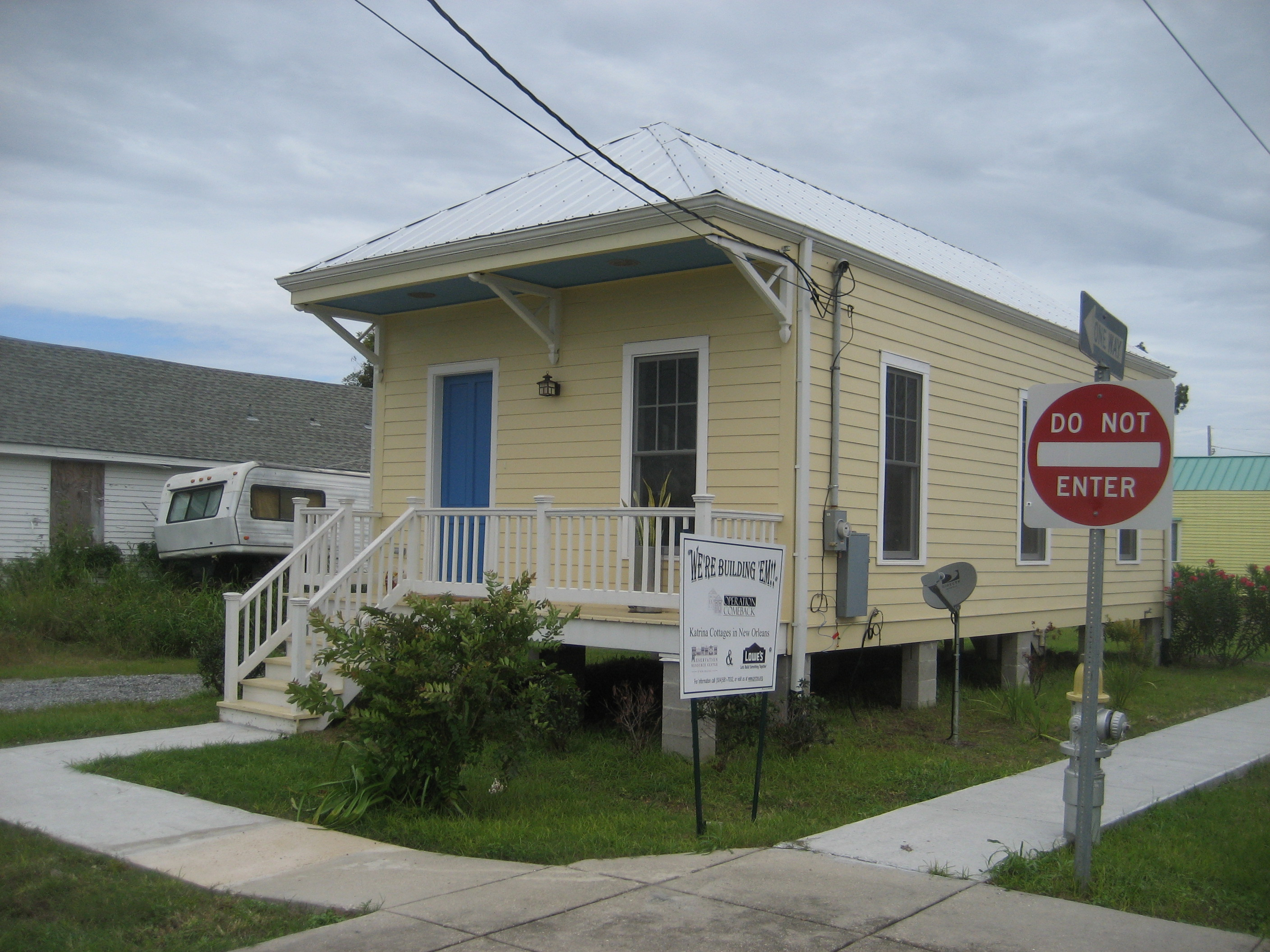
Katrina Cottage in de Lower 9th Ward in New Orleans

Het begin van de tegenbeweging die zich tegen de "Bigger is better"-mentaliteit afzette, wordt toegeschreven aan Sarah Susanka, een uit Engeland afkomstige en in de VS levende architecte die in 1997 haar boek, The Not So Big House – A Blueprint For the Way We Really Live, publiceerde. Met het toenemende milieubewustzijn breidde de tiny-house movement zich ook steeds vaker naar andere landen uit: in Tokio, waar de ruimte schaars is, bouwde de architect Takaharu Tezuka het House to Catch the Sky, een 42,5 m² klein huis voor vier personen; in Barcelona stelden de Spaanse architecten Eva Prats en Ricardo Flores het 28 m² kleine Casa en una Maleta (Spaans voor "huis in een koffer") voor; na de verwoestingen van de orkaan Katrina ontwikkelde Marianne Cusato, een Amerikaanse ontwerpster, als alternatief voor de FEMA-trailers (noodonderkomens, die de Federal Emergency Management Agency aan de slachtoffers van de orkaan ter beschikking stelde) de Katrina Cottages, met 28,6 m² aan leefruimte.
Als stem van de tiny-house movement treedt de Small House Society op, een in 2002 gestichte vereniging, die als haar doel de bevordering van het onderzoek, de ontwikkeling en het gebruik van kleinere woonruimtes beschouwt, hetgeen duurzaam wonen door individuen, families en gemeenschappen wereldwijd ten goede zou komen en meer.

## Ecologie en duurzaamheid
In Duitsland zijn kleine gebouwen met minder dan 50 m² vrijgesteld van een energieprestatiecertificaat (§ 16 Abs. 5 Energieeinsparverordnung). Desalniettemin worden in het bijzonder in Duitsland de ecologische en duurzaamheidsaspecten van tiny houses actief bediscussieerd. Ook in Vlaanderen zijn de EPB-eisen niet van toepassing op alleenstaande gebouwen met een totale bruikbare vloeroppervlakte van minder dan 50 m². Er is evenwel voor elke woning, ongeacht haar grootte, een omgevingsvergunning én architect nodig.
Enerzijds wordt op het gebruik van bij voorkeur ecologische bouwmaterialen zoals hout en schapenwol, hennep of zeegras als isolatiemateriaal gewezen, evenals andere hergebruikte of herbruikbare materialen. Op deze manier zou men bij voorkeur op een duurzame manier omgaan met de beschikbare middelen. Het compacte ontwerp van tiny houses staat ook een zeer laag energieverbruik toe, in het bijzonder op het vlak van verwarming.
Anderzijds wordt geopperd dat de bouwtechnisch vaak dunne buitenmuren, vloeren en plafonds, zoals die bij gebruik van traditionele bouwmaterialen, in principe niet voor voldoende isolatie kunnen zorgen. Zodoende gaat een zinvolle duurzaamheid op de lange termijn ten koste van een aanzienlijk verhoogd energieverbruik. Verwarmingssystemen zoals houtkachels zijn meestal niet ontworpen voor de kleine woonvolumes van tiny houses, en bijgevolg te groot voor zo'n kleine ruimte en laten zich temperatuurtechnisch vaak niet energiebewust reguleren. Alternatieven op het vlak van duurzaamheid kunnen zijn moderne elektronisch gestuurde pelletkachels of airconditionings met een vierwegklep en isolatiematerialen zoals bijvoorbeeld polyurethaan of speciale warmtereflecterend isolatiefolie.
Tiny houses vertrouwen vaak op alternatieve energie systemen, die een zekere mate van onafhankelijkheid of autonomie bieden ten opzichte van openbare nutsvoorzieningen (in het Engels vaak "off-grid" genoemd).
Zo kan regenwater worden opgevangen en voor de bewatering van de tuin of het doorspoelen van het toilet worden gebruikt. Hierbij zijn leidingen voor drink- en regenwater duidelijk van elkaar te scheiden en permanent met een verschillende kleur aangeduid om ze uit elkaar te houden. Vaak wordt echter ook voor een composttoilet gekozen, wat het waterverbruik nog verder vermindert.
Voor het afval- en huishoudwater maakt men vaak een onderscheid tussen grijs (licht verontreinigd afvalwater; herbruikbaar) en zwart water (met pathogene stoffen verontreinigd afvalwater; niet herbruikbaar). Een grijswatersysteem kan het licht verontreinigde afvalwater hergebruiken en aldus behoorlijk wat water besparen.
Met behulp van zonnepanelen kan een tiny house onafhankelijk van het lichtnet zijn, waarbij de kleine energiebehoefte onafhankelijk van het openbare elektriciteitsnet kan worden gegenereerd. Door het - afhankelijk van de constructie - kleine dakoppervlak van tiny houses is het echter vaak niet mogelijk een volledig autarkische installatie te plaatsen. Ook maakt men soms vanuit zowel economische als ecologische overwegingen gebruik van micro-windturbines, als aanvulling op de energielevering via het openbare net.
Thermische zonne-energie voor warm water (zonneboiler) kan in een tiny house zowel vanuit economische als ecologische overwegingen een zinvolle investering zijn.

## Wetgeving

### Nederland
De Nederlandse wetgeving legt een omgevingsvergunning op voor elk type van bewoning op basis van het Bouwbesluit van 2012. In het Bouwbesluit staan de minimale criteria opgesomd rond veiligheid, gezondheid, bruikbaarheid, energiezuinigheid en bescherming van het milieu waaraan de woning moet voldoen. Daaronder vallen ook technische vereisten zoals het minimale aantal vierkante meters aan woonruimte, hoe breed de toegang moet zijn en hoe steil de trap mag zijn. Die wetgeving houdt geen rekening met tiny houses of andere alternatieve vormen van micro-wonen. Maar op basis van artikel 1.3 van het Bouwbesluit 2012 mag van die eisen wel worden afgeweken als men schriftelijk kan aantonen dat het alternatief minstens evenwaardig is aan de vastgelegde specifieke eisen. Verder legt de wetgever de lat ook minder hoog voor particuliere bouwwerken. Bij een woning gebouwd door een projectontwikkelaar of woningbouwvereniging is bijvoorbeeld minimaal 18 m² netto-woonoppervlakte vereist, maar bij een particuliere bouw waarbij men zijn woning zelf bouwt of het in opdracht laat doen, is dat slechts 10 m². Desalniettemin krijgen tiny houses in de praktijk moeilijk een vergunning, doordat ze te weinig woonoppervlakte bieden per bewoner of niet voldoen aan de minimale isolatienormen.
In een aantal Nederlandse steden en gemeenten werden wel tijdelijke tiny-house- en andere experimenten rond micro-wonen gerealiseerd. Het tijdelijke karakter maakte het dat er soepeler werd omgesprongen met de regels die het Bouwbesluit oplegt. In Almere stond onder de naam 'BouwExpo Almere Tiny Housing' een bouwlaboratorium. En in 's-Hertogenbosch werd, onder de naam Minitopia, een oude industriële site omgevormd tot een experiment rond micro-wonen met plaats voor 25 woonexperimenten rond de thema's klein, innovatief, duurzaam, demontabel, flexibel en tijdelijk. De gemeenteraad van Molenlanden stemde op 3 maart 2020 in met een pilot rond tiny houses en andere vormen van kleine woningen. De woningen krijgen een tijdelijk karakter en het project wordt na 3 jaar geëvalueerd. De Papendrechtse Linda den Besten was de eerste die er in oktober 2020 haar tiny house mocht plaatsen. Haar aanvraag werd door de gemeente getoetst aan een mix van onderdelen uit het bouwbesluit voor tijdelijke en permanente bouw en andere wetgeving. Er werden eisen gesteld aan brandveiligheid en de veiligheid van de constructie. En er moest ook een schuurtje komen.
In de zomer van 2020 werd er voor het eerst in Nederland een tiny house op wielen definitief vergund. Het tiny house werd, in samenspraak met een architect, gebouwd in België en vond een definitieve plek in een nieuwe permanente tiny-housewoonwijk, een project van de gemeente Den Helder en Woningstichting Den Helder.

### België

#### Vlaams Gewest
Wonen in een woonwagen wordt sinds maart 2004 op basis van de Vlaamse Wooncodex (vroegere benaming: 'Vlaamse Wooncode') erkend door de Vlaamse overheid als volwaardige woonvorm. Woonwagenbewoners vormen ook een specifieke doelgroep in het Vlaamse Integratiebeleid van 1998. Maar dit statuut en dit type van wonen is voorbehouden voor “personen die legaal in België verblijven en die naar traditie wonen of woonden in een woonwagen, of van wie de ouders dat deden, met uitzondering van bewoners van campings of gebieden met weekendverblijven”. De woonwagens staan in dit geval op particuliere familieterreinen of op residentiële woonwagenterreinen en doortrekkersterreinen voorzien en uitgebaat door verschillende Vlaamse steden en gemeenten.
Voor alle andere bewoners heeft de woning in het Vlaams Gewest een specifieke omgevingsvergunning nodig. Die omgevingsvergunning vervangt de vroegere stedenbouwkundige vergunning (in de volksmond: 'bouwvergunning') en combineert die met een milieuvergunning. Een tiny-house-op-wielen, een caravan of een woonwagen zal in dit geval, op basis van de bestaande Vlaamse wetgeving, echter geen omgevingsvergunning kunnen verkrijgen voor permanente bewoning. In de eerste plaats zal dat zijn omdat de minimale vereisten van de Vlaamse Wooncodex niet worden gehaald maar verder ook door stedelijke of gemeentelijke wetgeving die in sommige gevallen nog strengere vereisten oplegt of bijkomende eisen rond vorm, kleur, gebruikte materialen, enz.
In principe wel mogelijk:
1. Een groter dan gemiddeld tiny house (18 m² netto-woonoppervlakte of groter) maar dan zonder wielen bevestigd op een fundering op een bouwgrond waarbij de technische minimum vereisten van de Vlaamse Wooncodex worden gehaald. Die technische normen bepalen onder andere, maar niet uitsluitend, de beschikbare netto-woonoppervlakte per persoon en de minimale hoogte zoals minimaal 18 m² netto-woonoppervlakte voor 1 persoon, minimaal 27 m² netto-woonoppervlakte en 1 of 2 woonlokalen voor 2 personen, minimaal 40 m² netto-woonoppervlakte en 3 woonlokalen voor 3 personen, enz. Maar lokale wetgeving kan strengere eisen opleggen. Zo is in Gent de minimumwoonoppervlakte voor permanente bewoning 30 m² netto en in Antwerpen 32 m². Ook kan de stedenbouwkundige dienst van vele steden en gemeenten een omgevingsvergunning weigeren op basis van vorm, bouwstijl, kleur, gebruikte materialen, enz. Wat isolatie betreft: de EPB-eisen zijn volgens de Vlaamse Codex (zie 'Energiebesluit van 19 november 2010') niet van toepassing op alleenstaande gebouwen met een totale bruikbare vloeroppervlakte van minder dan 50 m². Onder de 50 m² moet een alleenstaande microwoning dus niet voldoen aan de geldende isolatienormen voor grotere gebouwen.
2. Ook is het in principe mogelijk om te wonen in een tiny house in de tuin van een bestaand woonhuis. Het tiny house wordt dan beschouwd als een bijgebouw maar is in dit geval wel onderworpen aan een vergunningstraject die kan verschillen van gemeente tot gemeente en zal niet in elke gemeente ook worden vergund.
3. Een tiny house of wooncontainer van max. 50 m² in de achtertuin van een bestaande woning maar dan voor een zorgbehoevende ouder valt vanaf de zomer van 2021 onder een versoepelde wetgeving voor zorgwoningen. Een eenvoudige melding bij de gemeente zal dan volstaan.[17] Sommige steden en gemeenten zoals Merchtem hebben, vooruitlopend op die nieuwe Vlaamse wetgeving, hun lokale richtlijnen nu al in die zin aangepast.[18]
4. Het is mogelijk om tijdelijk (maximaal 9 maanden) in een woonwagen te wonen op een bouwterrein tijdens de fase van de bouw van een vaste woning. De aanvraag hiervoor moet ingediend worden bij de stad of gemeente die dan een tijdelijke vergunning aflevert.
5. In het kader van recreatie of toerisme is tijdelijk verblijven in een tiny house mogelijk. Het tiny house staat dan in een zone bestemd voor recreatie en toerisme waar permanent wonen en domiciliëring niet tot de wettelijke mogelijkheden behoort.

In sommige Vlaamse steden en gemeenten lopen experimenten rond kleinschalig wonen:
- De stad Leuven werkt een beleidskader uit voor experimenten rond tiny housing.[19]
- De stad Kortrijk heeft voor de legislatuur 2019 - 2024 € 450.000 vrijgemaakt voor een experiment rond tiny houses.[20]

#### Brussels Gewest
De bestaande wetgeving van het Brussels Gewest laat geen tiny houses of andere microwoningen voor permanente bewoning toe. In de Brusselse gemeente Sint-Pieters-Woluwe staat sinds enkele jaren wel een tiny house voor daklozen die echter slechts over een tijdelijke vergunning beschikt en alleen voor tijdelijke bewoning kan worden gebruikt. In de Brusselse gemeente Sint-Lambrechts-Woluwe werd in 2020 een gezin dat in een tiny house woonde, op een stuk grond naast het huis van hun ouders, door de gemeentediensten in gebreke gesteld. Door de Brusselse staatssecretaris voor Stedenbouw en de Brusselse staatssecretaris voor Huisvesting werd in 2020 gezamenlijk een onderzoek opgestart rond de mogelijkheid om op termijn een wettelijk kader te creëren voor tiny houses.

#### Waals gewest
Sinds 15 maart 2018 maakte de Waalse wetgeving een opening naar vaste bewoning in woonvormen die afwijken van klassieke woningen. (6) Er werd hierbij specifiek verwezen naar yourts, caravans en tipi's. Via een decreet van 2 mei 2019 werd het concept van 'habitation légère' geïntroduceerd in de Code Wallon de l'habitation durable' (oude benaming: Code wallon du logement et de l’habitat). Voor de Waalse wetgever moet de 'habitation légère' beantwoorden aan minimaal drie van de volgende criteria: afbreekbaar, verplaatsbaar, beperkt volume, beperkt gewicht, beperkt bouwoppervlak, zelfgebouwd, slechts 1 bouwlaag, zonder fundering en niet aangesloten op leidingen.